# Trofeo Carnevale Città di Gallipoli
Il Torneo Carnevale Città di Gallipoli - Coppa Santa Maria di Leuca (anche chiamato Trofeo Caroli Hotels) è un torneo internazionale di calcio giovanile riservato alla Categoria Esordienti. Nato nel 2002, si svolge annualmente nella penisola salentina, sui campi in sintetico di Gallipoli e di Santa Maria di Leuca.
Le varie edizioni hanno visto la partecipazione delle seguenti rappresentative giovanili nazionali ed internazionali: ASD Capo di Leuca, Juventus F.C., U.S. Lecce, F.C. Internazionale Milano, F.C. Bari 1908, A.C. Milan, Ravenna Calcio, Piacenza Calcio 1919, Torino Football Club, Reggina Calcio, A.S. Roma, S.S.Lazio, Cisco Calcio Roma, AS, Montefiore Gallipoli. AS Ostiamare, Futbol Club Roma, G.S.D. Nuova Tor Tre Teste, Ac Perugia, FC Sud Tirol, GSD Lascaria, Venaria Reale, Hellas Verona Football Club, Pro Calco Sabina, S.S.C. Napoli, AS Salignano, ACF Fiorentina, Pomezia Calcio, Atletico Roma, AC Prato, Calcio Como, F.C. Lucerna, Stoccarda FC, A.F.C. Ajax, Leeds United, Crystal Palace, Tottenham Hotspur Football Club, Zenith Football School San Pietroburgo, FC Sokolyata, Los Aromos Argentina, Club Deportivo Y Madrin, FC Krasnodar.

## Formula del torneo
Il torneo si svolge con la formula all'italiana a 32 squadre con le seguenti modalità di qualificazione:
8 gironi da 4 squadre.
Le vincenti di ogni girone formeranno, in base agli accoppiamenti, con le seconde classificate gli ottavi di finale. Le vincenti disputeranno i quarti di finali e le semifinali. Le vincenti delle due semifinali disputano la finale per il 1º e 2º posto, le perdenti per il 3° e 4°.

## Le stelle del torneo
Hanno partecipato a questo torneo: Luca Marrone, Federico Macheda, Libor Kozák, Daley Blind, Manolo Gabbiadini, Mattia Destro, Alexander Merkel e Davide Santon.

## Il trofeo
Il trofeo che viene assegnato alla squadra vincitrice, è opera dell'artista gallipolino Roberto Perrone. Il trofeo è realizzato in terracotta, cartapesta e pietre locali. La scultura si sviluppa con forme irregolari, quasi a ricordare le linee del mare, elemento principale e comune ed il mascherone in cartapesta di impronta greca.

## Albo d'oro
| Anno | Vincitrice          |
| ---- | ------------------- |
| 2002 | Bari                |
| 2003 | Juventus            |
| 2004 | Juventus            |
| 2005 | Inter               |
| 2006 | Milan               |
| 2007 | Inter               |
| 2008 | Non disputato       |
| 2009 | Milan               |
| 2010 | Non disputato       |
| 2011 | Inter               |
| 2012 | Inter               |
| 2013 | Milan               |
| 2014 | Napoli              |
| 2015 | Inter               |
| 2016 | Milan               |
| 2017 | Nuova Tor Tre Teste |
| 2018 | Milan               |
| 2019 | Valencia CF         |

## Edizioni vinte per club
- 5  Inter (2005, 2007, 2011, 2012, 2015 2018)
- 5  Milan (2006, 2009, 2013, 2016)
- 2  Juventus (2003, 2004)
- 1  Bari (2002)
- 1  Napoli (2014)
- 1 Nuova Tor Tre Teste (2017)